# Vacaciones (canción)
«Vacaciones» es una canción del cantante puertorriqueño Luis Fonsi en colaboración con el reguetonero y compositor colombiano Manuel Turizo, fue lanzado el 22 de enero de 2022, a través de Universal Music.

## Video musical
En el videoclip fue publicado dos días antes de su fecha de lanzamiento y obtuvo más de llegando más millones de visitas en Youtube.  Rodado en el puerto de Long Beach, California y los cantantes están dentro una 'pool party' pasándola increíble. 

## Posiciones
| País           | Lista               | Lista (Categoría)    | Posición más alta |
| -------------- | ------------------- | -------------------- | ----------------- |
| Ecuador        | Monitor Latino      | Top 20               | #14               |
| Chile          | Monitor Latino      | Top 20               | #19               |
| Guatemala      | Monitor Latino      | Top 20               | #8                |
| El Salvador    | Monitor Latino      | Top 20               | #16               |
| Estados Unidos | Billboard           | Latin Airplay        | #13               |
| Puerto Rico    | Monitor Latino      | Top 20               | #10               |
| Ecuador        | National Report     | Top 100              | #10               |
| Argentina      | Monitor Latino      | Top 20               | #15               |
| Panamá         | Monitor Latino      | Top 20               | #2                |
| Estados Unidos | Billboard           | Latin Pop Songs      | #2                |
| Ecuador        | Charts Ecuador      | Ecuador Top 40       | #3                |
| Latinoamérica  | Monitor Latino      | Top 20 Internacional | #3                |
| Chile          | Chile Singles Chart | Top 100              | #3                |
| Honduras       | Monitor Latino      | Top 20               | #4                |
| Venezuela      | National Report     | Top 100              | #7                |
| Nicaragua      | Monitor Latino      | Top 20               | #17               |
| España         | PROMUSICAE          | Top 100              | #30               |
| Costa Rica     | Monitor Latino      | Top 20               | #13               |
| Estados Unidos | Billboard           | Hot Latin Songs      | #11               |

## Certificaciones
| País           | Organismo certificador | Certificación   | Ventas certificadas | Ref.  |
| -------------- | ---------------------- | --------------- | ------------------- | ----- |
| España         | PROMUSICAE             | Platino         | 40 000              |       |
| Estados Unidos | RIAA                   | Platino (Latin) | 60 000              |       |
| México         | AMPROFON               | Platino         | 30 000              | [ 8 ] |